# Bahr el-Ghazal (Wadi)
Der Bahr el-Ghazal ist ein Wadi im Tschad.

## Bedeutung
Der Bahr el-Ghazal befindet sich in der tschadischen Sahara und ist der Überlaufkanal des Tschadsees. Er beschränkt dessen maximalen Hochwasserpegel, indem er Wasser in die Bodélé-Depression weiterleitet. Er stellt somit eine Verlängerung des Schari, des Hauptzuflusses des Tschadsees, dar. Das Tal durchzieht die Provinzen Hadjer-Lamis, Barh El Gazel und Borkou. Der heutige Trockencanyon fungierte innerhalb des Mega-Tschadsees als Paläofluss, zuletzt war er etwa 1000 v. Chr. wasserführend und von Austern bewachsen. Es geschah zuletzt in den Jahren 1962 und 1964, dass Wasser 50 km weit in den Bahr el Ghazal vordrang.
Das Wadi war namensgebend für die 1996 aufgrund eines Unterkiefer-Fundes neu benannte Art Australopithecus bahrelghazali. Diese drei Millionen Jahre alte Fossil war ein Jahr zuvor in der Fundstelle KT 12, ca. 45 Kilometer östlich von Koro Toro, geborgen worden, in deren Nähe sich rund zwei Dutzend weitere Fossilien-Fundstellen befinden.

## Verlauf
Der Talweg des Bahr el-Ghazal nimmt seinen Ursprung an der Überlaufschwelle des Tschadsees, die an seiner Südostspitze jenseits des Archipelagos aus Dünenkämmen mit bei Hochwasser überschwemmten Dünentälern liegt. Diese Stelle liegt etwa 60 km nördlich der Stadt Massaguet. Der Talweg schlängelt sich in allgemeiner nordnordöstlicher Richtung durch das Dünenmeer, das sich von hier bis zum Erg Diourab hinzieht.
Der Bahr el-Ghazal lässt sich als Wadi bis zu dem Ort Koro Toro verfolgen, jedoch würde er theoretisch erst am tiefsten Punkt der Bodélé-Senke bei einer Höhe von 150 Meter über dem Meer enden, rund 130 km vor Faya-Largeau.
Auf ganzer Länge begleitet eine Straßenverbindung den Bahr el-Ghazal von der Hauptstadt N’Djamena im Süden kommend bis Faya-Largeau nördlich der Bodélé-Depression.

## Belege
1. ↑  Nick Drake and Charlie Bristow: Shorelines in the Sahara (2006) (Memento des Originals vom 15. Januar 2021 im Internet Archive)  Info: Der Archivlink wurde automatisch eingesetzt und noch nicht geprüft. Bitte prüfe Original- und Archivlink gemäß Anleitung und entferne dann diesen Hinweis. Zur Höhe der Überlaufschwelle des Tschadsees siehe Seite 4 der PDF-Datei 967 kB
2. ↑  Höhenangaben laut OpenCycleMap
3. ↑  Entfernung messen mit google maps
4. ↑  Marc Leblanc, Guillaume Favreau, Jean Maley, Yahaya Nazoumou, Christian Leduc, Frank Stagnitti, Peter J. van Oevelen, François Delclaux, Jacques Lemoalle: Reconstruction of Megalake Chad using shuttle radar topographic mission data. In: Palaeogeography, Palaeoclimatology, Palaeoecology, 239, 2006, S. 16–27, doi:10.1016/j.palaeo.2006.01.003.
5. ↑  Chad. (Memento vom 24. September 2012 im Internet Archive) (PDF; 173 kB; S. 10) Ramsar
6. ↑  Eintrag Bahr el Ghazal in Bernard Wood (Hrsg.): Wiley-Blackwell Encyclopedia of Human Evolution. 2 Bände. Wiley-Blackwell, Chichester u. a. 2011, ISBN 978-1-4051-5510-6.
7. ↑  Erg Diourab bei Geonames